# Silvestar Batina
Silvestar Batina (Kaštel Sućurac, 17. svibnja 1920. — Split, 15. siječnja 1942.), hrvatski pripadnik pokreta otpora u Drugome svjetskom ratu i komunist.

## Životopis
Rodio se je u Kaštel Sućurcu. Još u ranoj mladosti zaposlio se je u tupinolomu tvornice cementa Dalmatia. Bavio se je nogometom u sućuračkom Jadranu, u kojem je također djelovao među omladinom i stvarao temelje SKOJ-a u Kaštel Sućurcu. Sudionik mnogih štrajkova od 1939. do 1940. godine. Nakon kapitulacije Jugoslavije dao se u ilegalne aktivnosti: sabirao je i skrivao oružje, raspačavao ilegalni tisak na talijanskom jeziku među talijanskom okupatorskom vojskom. Sudionik akcija sabotaže poput rušenja pruge i PTT uređaja. U Prvom kaštelanskom partizanskom odredu osnovanom kolovoza 1941. godine. Pri talijanskoj blokadi Sućurca 8. siječnja 1942. uhitili su ga i kod njega našli pištolj i ostali kompromitirajući materijal. Zatvorili su ga u zatvoru u Divuljama. Na ispitivanjima mučen, ali ništa nije priznao. Potom su ga prebacili u splitski zatvor. Sedam dana poslije, 15. siječnja 1942. splitski omladinci pripadnici pokreta otpora ubili su zamjenika zapovjednika satnije Crnih košulja Giuseppe Sacco i vicefederala fašističke stranke, domaćeg fašista Antonnija Hoffmanna. Za osvetu su isti dan skupa su na splitskom groblju Lovrincu strijeljani Ranko Orlić, Vinko Boljat iz Solina i Silvestar Batina.